# رفعت بیات
رفعت بیات (زاده ۱۳۳۷ در زنجان) یکی از نمایندگان حوزه انتخابیه زنجان و طارم در هفتمین دوره مجلس شورای اسلامی بود.
او که فارغ‌التحصیل رشته جامعه‌شناسی است در ۱۳ اردبیهشت ماه ۱۳۸۸ رسماً خود را به عنوان کاندیدای حضور در دهمین دوره انتخابات ریاست جمهوری معرفی کرد.